# Cahokia
Pour les articles homonymes, voir Cahokia (Illinois).
Cahokia fut l'une des plus grandes cités amérindiennes d'Amérique du Nord dans le sud-ouest de l'État de l'Illinois, proche de l'actuelle ville de Saint-Louis dans l'État voisin du Missouri. Elle comptait au XIIe siècle quelque 15 000 à 30 000 habitants.
Le site des Cahokia Mounds, notamment le tumulus des Moines, à environ 13 km au nord de Saint-Louis dans le Missouri, représente le plus grand foyer de peuplement précolombien au nord du Mexique. Il a été occupé essentiellement pendant la culture mississippienne (800-1400), période où il couvrait 1 600 hectares et comptait 120 tumulus et temples,. Le site est classé au patrimoine mondial de l'humanité depuis 1982 et constitue le plus grand site archéologique au nord du Mexique.
Le site attire 250 000 visiteurs par an.

## Histoire de Cahokia

### Émergence de Cahokia
La région de Cahokia reste inoccupée jusqu'au VIe siècle apr. J.-C. : à partir de ce moment, des Amérindiens se rassemblent en villages et vivent des produits du jardinage. Ils pratiquent le cabotage sur les cours d'eau. Ils se nourrissent de graines de phalaris roseau puis de maïs à partir du IXe siècle. C'est à cette époque que le peuplement devient plus dense et qu'une société complexe voit le jour. Les greniers à maïs demandent une gestion administrative et relèvent d'une certaine centralisation. Cahokia est dominée par un chef charismatique et une élite religieuse qui ordonnent la construction de monuments (les tertres et les tumuli). La population défriche les environs et va de plus en plus loin pour rapporter du bois. Selon les travaux récents de l'archéologue William Woods, Cahokia aurait dévié le cours de la Canteen Creek afin de pallier le manque d'eau. Ces grands travaux de canalisation conjugués à la déforestation auraient favorisé des inondations catastrophiques.
Les archéologues reconnaissent que le site semble avoir été bâti très rapidement, sous l'impulsion d'une forme d'industrialisation de la culture du maïs dans la région du « Derrière américain », mais les origines de son ingénierie, l'étendue de son autorité et ses liens avec les autres populations mésoaméricaines restent débattus. Selon Thomas Emerson, professeur d'anthropologie à l'Université d'Illinois, Cahokia pourrait avoir été bâtie comme un site de pèlerinage ouvert à tous les peuples mississipiens.

### Une disparition mystérieuse
Cahokia fut abandonnée avant l'arrivée des Européens en Amérique. La chute de la cité est difficile à expliquer. Pour certains, les inondations catastrophiques du XIIIe siècle, provoquées par la destruction des forêts environnantes, auraient entraîné la déchéance des dirigeants et le déclin de la ville. Les élites auraient fait ériger une immense palissade de trois kilomètres autour du centre monumental. La séparation physique entre l'aristocratie et le peuple se doubla d'une ségrégation sociale : les chefs se faisaient inhumer avec des objets précieux, poteries délicates et bijoux sertis de pierres semi-précieuses ; les prêtres perdirent leur légitimité à protéger la ville des forces surnaturelles. Tout cela entraîna probablement une guerre civile, dont les archéologues ont retrouvé les signes (incendies de maisons). Un séisme aurait également provoqué d'importantes destructions au XIIIe siècle, et la cité ne se serait jamais vraiment relevée du cataclysme : au milieu du XIVe siècle, Cahokia avait été quasiment désertée.
Dans les années 1800, des moines trappistes occupaient les terrasses du site. Le nom Monk's Mound attribué à la plus grande élévation du site en tire son origine.

### Recherches archéologiques
Les environs sont explorés une première fois par l'explorateur espagnol Hernando de Soto en 1540.
Au XIXe siècle, les tumuli restent mystérieux : certains attribuent leur construction aux Phéniciens, aux Gallois, aux Scandinaves et même aux Atlantes. En 1811, le juriste Henry Brackenridge décrit la cité comme un « monument d’une stupéfiante antiquité [...], une ville fort peuplée », et « Quelle incroyable pile de terre. Soulever une telle masse a dû prendre des années et une main d'œuvre de plusieurs milliers d'hommes. » Ne recevant aucun écho dans la presse, il se retourne vers son ami et ancien président américain Thomas Jefferson, mais l'idée de mettre en lumière une structure urbaine indienne ne correspond pas aux objectifs politiques de l'époque. En 1869, le Big mound, un large tumulus du site, est rasé, remplacé alors par des usines.
Dans les années 1950, sous la présidence d'Eisenhower, le grand projet autoroutier inter-état (interstate highway program) est lancé, et l'autoroute I-55/70 est construite sur la partie nord du site.
Les premières fouilles archéologiques systématiques, débutées au XXe siècle (Warren King Moorehead), s'intensifient dans les années 1960 sous la direction de Melvin Fowler, Al Meyer, Charles Bareis et Jerome Rose. Dans l'excavation du tertre 72, les corps de 53 femmes, d'un homme de haut rang et de 4 autres hommes décapités mènent à l'interprétation d'un système hiérarchique strictement organisé, similaire aux civilisations mésoaméricaines et contraire à l'image de l'Indien nomade et naturellement pacifique d'Amérique du Nord communément admise.
En étudiant les dents des corps exhumés, des archéologues concluent qu'un tiers des habitants n'étaient pas originaires de la ville.

### Protection et gestion
Le site est classé site public protégé par l'État de l'Illinois depuis 1925 qui en fait un parc d'État. Les opérations archéologiques sont donc cadrées par les lois de ce même État, et le site est géré par l'Agence pour la préservation historique de l'Illinois. En 1989, un centre d'interprétation ouvre pour aider le personnel du site à présenter l'Histoire de Cahokia.
Pourtant, dès les années 1930, le site est occupé par plusieurs activités commerciales qui se succèdent : culture de raifort, salle de jeux, logements, une piste pour l'aéronautique et un ciné-parc pornographique.
En 1982, le site des Cahokia Mounds est inscrit au patrimoine mondial de l'humanité.

## Description

### Le site

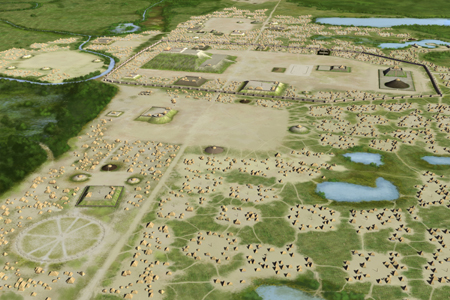
Vue d'artiste de Cahokia.

On ne connaît pas le nom du lieu donné par les contemporains, car ceux-ci n'utilisaient aucun système d'écriture. Le nom « Cahokia » est celui d'une tribu de la Confédération des Illinois rencontrée au XVIIe siècle par les premiers colonisateurs français de la région.
Le site de Cahokia, d'une superficie de 8 900 hectares, se trouve à proximité de la confluence de trois cours d'eau : l'Illinois, le Missouri et le Mississippi. Ce secteur est appelé « American Bottom ». Situé sur des terrasses alluviales, le sol y est fertile et argileux. Aujourd'hui, Cahokia se trouve dans la région du Midwest, près de l'agglomération de Saint-Louis.
Cahokia fut le chef-lieu de la civilisation mississippienne de 950 à 1250. Il s'étendait sur 12 km2. Le site contient 51 plateformes et mottes coniques.

### La ville
La ville de Cahokia est apparue vers l'an mille de notre ère. Les bâtiments furent progressivement aménagés au sommet d'un tertre (mound en anglais) en terre, haut d'environ 30 mètres et d'une surface finale de 8 hectares.

### Lieux de culte et sépultures

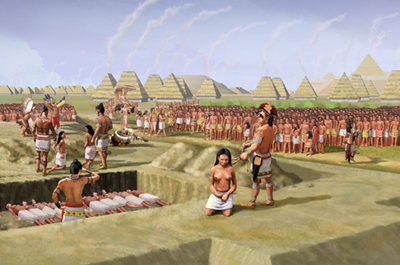
Illustration du sacrifice rituel par strangulation de 53 jeunes femmes (âgées de 15 à 25 ans) au tertre 72.

- Temple des rois divinisés[10].
- Monk's Mound est un tumulus en terre à quatre niveaux ; il surplombait une place centrale de 350 m de long et d'une surface de 25 hectares[4]. Construit de 900 à 1150[15], il fut appelé Monks Mound (le « tumulus des Moines ») en souvenir des moines trappistes qui s'étaient installés aux XVIIIe et XIXe siècles. Ses fondations reposaient sur une dalle d’argile recouverte de sable de 300 mètres sur 200 mètres et d'une hauteur de 7 mètres[7]. Mesurant 30 mètres de hauteur, il représentait la troisième plus grande pyramide du continent américain[4] et la structure préhistorique en terre la plus vaste de toute l'Amérique[5]. 156 marches sont à gravir pour atteindre le haut du tumulus[9].
- Le tertre 72 est le lieu de sépulture de deux aristocrates et de 250 personnes[4].
- Les prêtres pratiquaient des meurtres rituels[4].
- Woodhenge, l'observatoire astrologique de Cahokia, était composé d'un cercle délimité par des poteaux de bois[5] et servait de calendrier solaire[15]. Il a été restauré en 1961[6].

## Vie quotidienne à Cahokia

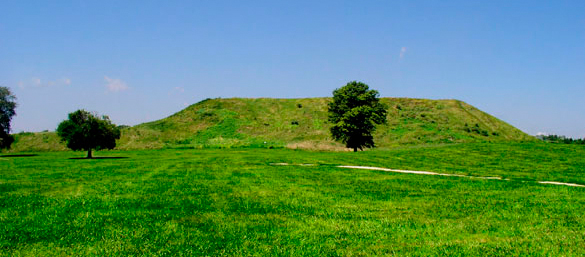
Monk's Mound 30.5 mètres de haut et couvre 6,5 ha.

Les archéologues ont tenté de reconstituer la vie des habitants de Cahokia à partir des données qu'ils ont pu collecter. Cependant, faute de textes, les spécialistes en sont réduits à émettre des hypothèses, notamment pour expliquer les rites et la religion. Les habitants de Cahokia n'ont pas laissé de témoignages écrits et la cité avait disparu lorsque les premiers Européens ont exploré la région.

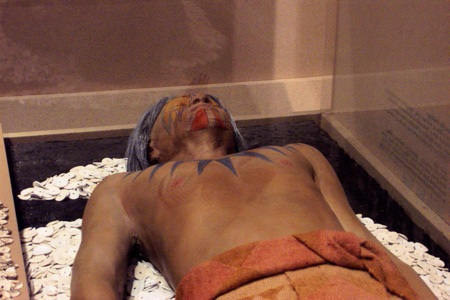
Reconstitution d'une tombe d'un chef.

Cahokia était peuplée de paysans qui vivaient dans des centaines de maisons en bois, surmontées de toit en chaume. Ils cultivaient les champs de maïs. Une partie de la population devait être affectée à l'entretien des tertres en argile. L'élite se faisait inhumer dans des tumuli avec des perles, des objets en mica, etc. Ils étaient accompagnés dans leur dernière demeure par des hommes et des femmes sacrifiés.
Du fait de sa situation de confluence et du système de canaux, Cahokia était une place importante pour le commerce : les Amérindiens ne disposaient ni d'animaux de trait, ni de chariots. Ils transportaient leurs marchandises à dos d'homme ou par les cours d'eau. Les spécialistes savent que le Mississippi servait de voie de communication avant l'arrivée des Européens : les Amérindiens le parcouraient à bord de canots d'écorce ; ils transportaient les troncs par flottage. À Cahokia étaient échangés du cuivre, de la nacre, de la viande de bison et de wapiti. Le fleuve et ses affluents fournissaient aussi du poisson.